# Krzysztof Hetman

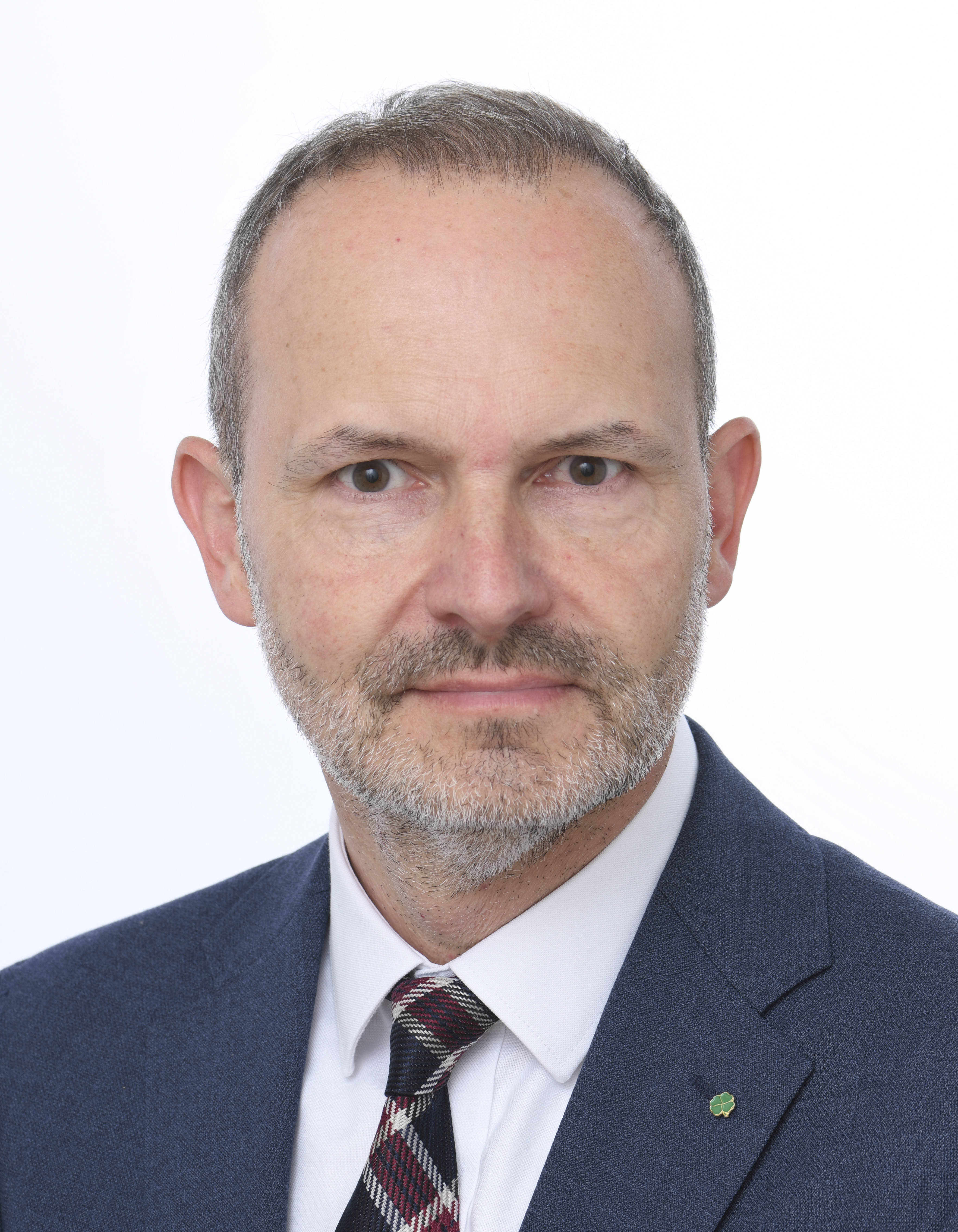
Krzysztof Hetman (2024)

Krzysztof Andrzej Hetman (* 27. Juni 1974 in Lublin) ist ein polnischer Beamter und Politiker der Polskie Stronnictwo Ludowe (PSL). Von 2007 bis 2010 war er Unterstaatssekretär im Ministerium für regionale Entwicklung, von 2010 bis 2014 Woiwodschaftsmarschall der Woiwodschaft Lublin und von 2014 bis 2023 Mitglied des Europäischen Parlaments. Seit 2023 ist er Abgeordneter des Sejm. Vom 13. Dezember desselben Jahres bis zum 13. Mai 2024 war er Minister für Entwicklung und Technologie der Republik Polen.

## Leben und Wirken

### Ausbildung und beruflicher Werdegang
Krzysztof Hetman studierte Politikwissenschaften an der Maria-Curie-Skłodowska-Universität in Lublin. Anschließend arbeitete er ab 1999 bei einem offenen Pensionsfonds und belegte daneben ein postgraduales Studium an der privaten Hochschule für Unternehmertum und Verwaltung in Lublin, welches er 2002 abschloss.
Ab Juli 2002 war Hetman stellvertretender Leiter und ab August 2005 Leiter der Abteilung für Strategie und regionale Entwicklung im Marschallamt der Woiwodschaft Lublin. Im Jahr 2007 wurde er zum Unterstaatssekretär im Ministerium für regionale Entwicklung ernannt. Zu seinen Hauptaufgaben gehörten die Umsetzung des operationellen Programms für die Entwicklung Ostpolens, der Programme für die Europäische territoriale Zusammenarbeit, des Europäischen Nachbarschafts- und Partnerschaftsinstrument (ENPI) sowie die Koordinierung der Umsetzung regionaler Programme.
Vom 1. Dezember 2010 bis zum 24. Juni 2014 war Hetman Woiwodschaftsmarschall der Woiwodschaft Lublin.

### Politische Laufbahn
Im Jahr 2006 kandidierte Hetman bei den Selbstverwaltungswahlen erfolglos für ein Mandat im Stadtrat von Lublin. Bei der Parlamentswahl 2011 bewarb er sich um ein Mandat im Sejm der Republik Polen. Er kandidierte für die Polskie Stronnictwo Ludowe im Wahlkreis Nr. 6 auf Listenplatz 1 und bekam 10.804 (2,35 %) der gültigen abgegebenen Stimmen. Obwohl er ein Mandat für den Sejm gewinnen konnte, trat er dieses nicht an; für ihn rückte Henryk Smolarz nach.
Bei der Europawahl 2014 trat er für seine Partei auf Listenplatz 2 im Wahlkreis Nr. 8 an und konnte mit 24.862 (6,22 %) der gültigen abgegebenen Stimmen eines der zwei Mandate im Wahlkreis gewinnen. Während der gesamten 8. Wahlperiode war er als Mitglied der Fraktion der Europäischen Volkspartei (Christdemokraten) (EVP) Mitglied im Ausschuss für regionale Entwicklung (REGI) und in der Delegation in der Paritätischen Parlamentarischen Versammlung AKP-EU (DACP). Bei der Europawahl 2019 kandidierte er für eine zweite Amtszeit im Europäischen Parlament im gleichen Wahlkreis auf Listenplatz 1 des Wahlkomitees Koalicja Europejska PO PSL SLD .N Zieloni und erreichte mit 105.908 (14,31 %) der gültigen abgegebenen Stimmen die Wiederwahl.
Bei der Parlamentswahl in Polen 2023 wurde Hetman in den Sejm gewählt und legte daher am 18. Oktober 2023 sein Mandat im Europaparlament nieder. Für ihn rückte Włodzimierz Karpiński nach.
Innerhalb der Polskie Stronnictwo Ludowe fungiert Hetman seit Juni 2010 als Vorsitzender der PSL in der Woiwodschaft Lublin und seit Dezember 2012 als Vizevorsitzender der Partei auf nationaler Ebene.
Seit dem 13. Dezember 2023 ist Hetman Minister für Entwicklung und Technologie im Kabinett Tusk III.

### Ehrungen
Im September 2012 wurde Hetman mit dem goldenen Verdienstkreuz der Republik Polen ausgezeichnet.

### Lebenslauf
- Biography. In: krzysztofhetman.pl. Archiviert vom Original (nicht mehr online verfügbar) am 30. November 2018; abgerufen am 31. Mai 2019 (englisch).